# Triakontazona latzeli
Triakontazona latzeli är en mångfotingart som först beskrevs av Carl Graf Attems 1927.  Triakontazona latzeli ingår i släktet Triakontazona och familjen knöldubbelfotingar. Inga underarter finns listade i Catalogue of Life.